# Taiúva
Taiúva é um município brasileiro do estado de São Paulo, parte integrante da Região Metropolitana de Ribeirão Preto.

## História
Sua história remonta ao avanço da Companhia Paulista de Estradas de Ferro no início do século XX, durante sua expansão em direção ao interior paulista, a partir das cidades de Jaboticabal e Barretos..
O primeiro indício de povoamento dentro dos limites do atual município de Taiúva data de 1901, quando o português Antônio Ribeiro Barata e Francisco Ribas ergueram o primeiro estabelecimento comercial, um barracão de madeira que servia como armazém de secos e molhados, além de abrigar uma padaria. Com a chegada da ferrovia à região da serra de Ibitirama, os trabalhadores e engenheiros passaram a frequentar o comércio dos pioneiros, dando início ao desenvolvimento local.
No ano seguinte, em 1902, João Faria e José Mineiro ergueram um cruzeiro no local onde seria construída uma capela, marcando o início da presença religiosa na comunidade. A fertilidade do solo e a perspectiva de progresso com a inauguração da Estação ferroviária atraíram novas famílias para a região, impulsionando o crescimento do povoado. Foi nessa época que surgiu a inscrição "ITAYUVA" em um tronco de cedro próximo à estação ferroviária.
A consolidação do povoado ocorreu rapidamente, e até o final de 1902, quando a estrada de ferro já estava em funcionamento, o local já era conhecido como Taiúva, com a construção de um edifício da Companhia Paulista. A inauguração da estação foi marcada por uma missa campal celebrada pelo vigário de Jaboticabal, Cônego Núncio. Logo em seguida, em 1903, foi realizada a inauguração da capela, dedicada a Santo Antônio, escolhido como padroeiro local.
Os primeiros moradores e proprietários de terra da região incluíam os irmãos José, João e Antônio Simões de Freitas, Antônio Basílio da Cunha, Antônio Zeferino Gonçalves e José Elias Lopes, que já estavam estabelecidos na área desde a década de 1890.

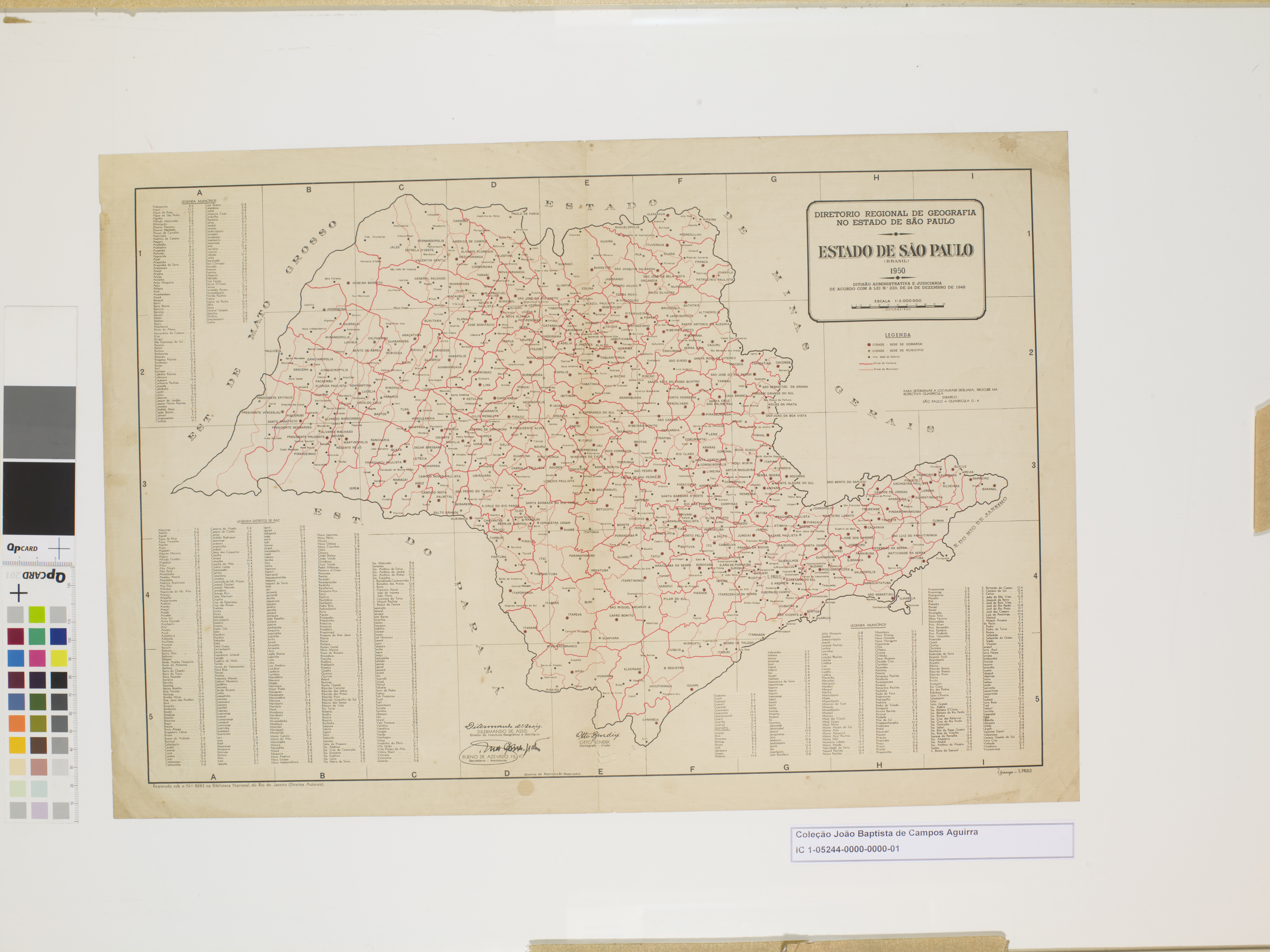
Estado de São Paulo (1948).

## Geografia
Taiuva está situada na região noroeste do estado, com coordenadas geográficas de aproximadamente 21°07'26" de latitude sul e 48°27'06" de longitude oeste. Encontra-se a uma altitude de 630 metros acima do nível do mar.

## Demografia

### População
| Crescimento populacional                             | Crescimento populacional | Crescimento populacional | Crescimento populacional |
| Ano                                                  | População Total          |                          | %±                       |
| ---------------------------------------------------- | ------------------------ | ------------------------ | ------------------------ |
| 1950                                                 | 4 541                    |                          | —                        |
| 1958                                                 | 3 766                    |                          | −17,1%                   |
| 1960                                                 | 4 358                    |                          | 15,7%                    |
| 1970                                                 | 4 065                    |                          | −6,7%                    |
| 1980                                                 | 4 425                    |                          | 8,9%                     |
| 1991                                                 | 5 218                    |                          | 17,9%                    |
| 2000                                                 | 5 506                    |                          | 5,5%                     |
| 2010                                                 | 5 447                    |                          | −1,1%                    |
| 2022                                                 | 6 548                    |                          | 20,2%                    |
| Est. 2024                                            | 6 733                    | [ 8 ]                    | 2,8%                     |
| Fontes: Censos Demográficos IBGE e Estimativas SEADE |                          |                          |                          |

## Infraestrutura

### Comunicações
O sistema de telefones automáticos foi inaugurado na cidade em 1976 pela Telecomunicações de São Paulo (TELESP), que também implantou o sistema de discagem direta à distância (DDD) em 1983 com o código de área (0163). Anteriormente a cidade era atendida pela Companhia Telefônica Brasileira (CTB).
Na década de 90 o código DDD da cidade foi alterado para (016), para padronização do sistema telefônico com a telefonia celular que estava sendo implantada em todo o estado.

## Religião
O Cristianismo se faz presente na cidade da seguinte forma:

### Igreja Católica
- A igreja faz parte da Diocese de Jaboticabal.[16]

### Igrejas Evangélicas
- Assembleia de Deus Ministério do Belém.[17][18]
- Congregação Cristã no Brasil.[19]